# Boukoki I (Niamey)
Boukoki I ist ein Stadtviertel (französisch: quartier) im Arrondissement Niamey II der Stadt Niamey in Niger.

## Geographie

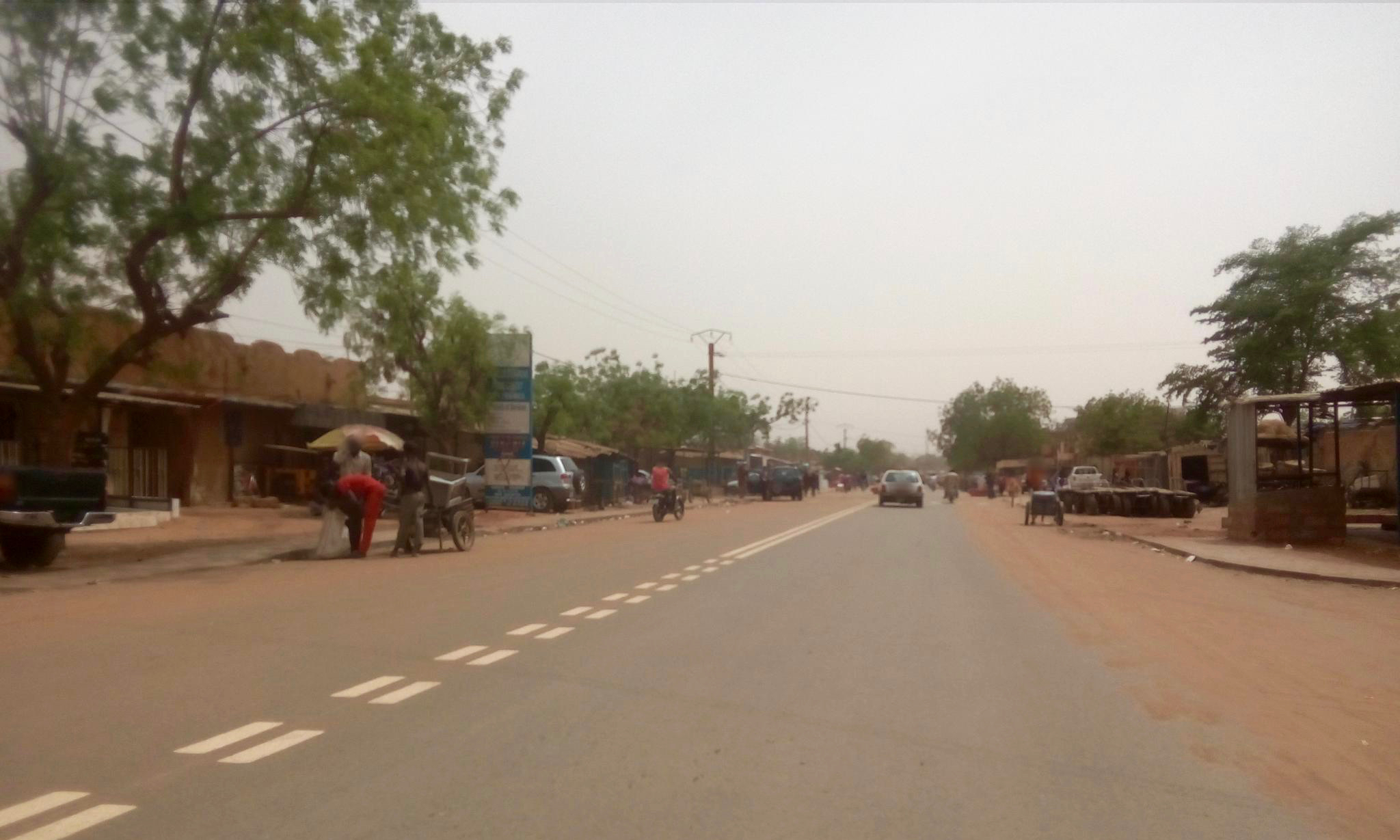
Die Avenue de l’Ader an der Grenze zwischen den Stadtvierteln Boukoki IV, hier auf der linken Seite, und Boukoki I, hier auf der rechten Seite (2018)

Boukoki I gehört zum nördlich des historischen Stadtzentrums von Niamey gelegenen Stadtteil Boukoki. Die angrenzenden Stadtviertel sind Boukoki II im Norden, Abidjan und Boukoki IV im Osten, Deyzeibon und Gandatché im Süden sowie Boukoki III im Westen. Das Stadtviertel liegt in einem Tafelland mit einer mehr als 2,5 Meter tiefen Sandschicht, wodurch eine bessere Einsickerung als in anderen Teilen der Stadt möglich ist.
Das Standardschema für Straßennamen in Boukoki I ist Rue BK 1, wobei auf das französische Rue für Straße das Kürzel BK für Boukoki und zuletzt eine Nummer folgt. Dies geht auf ein Projekt zur Straßenbenennung in Niamey aus dem Jahr 2002 zurück, bei dem die Stadt in 44 Zonen mit jeweils eigenen Buchstabenkürzeln eingeteilt wurde.

## Geschichte
In den einzelnen Vierteln von Boukoki bildeten sich in den 1960er Jahren Wohnsiedlungen für Zuwanderer aus dem Landesinneren heraus, die zum Teil wegen der schlechten Ernährungslage am Land in die Hauptstadt zogen.

## Bevölkerung
Bei der Volkszählung 2012 hatte Boukoki I 12.755 Einwohner, die in 2294 Haushalten lebten. Bei der Volkszählung 2001 betrug die Einwohnerzahl 11.803 in 1896 Haushalten und bei der Volkszählung 1988 belief sich die Einwohnerzahl auf 8959 in 1657 Haushalten.

## Infrastruktur

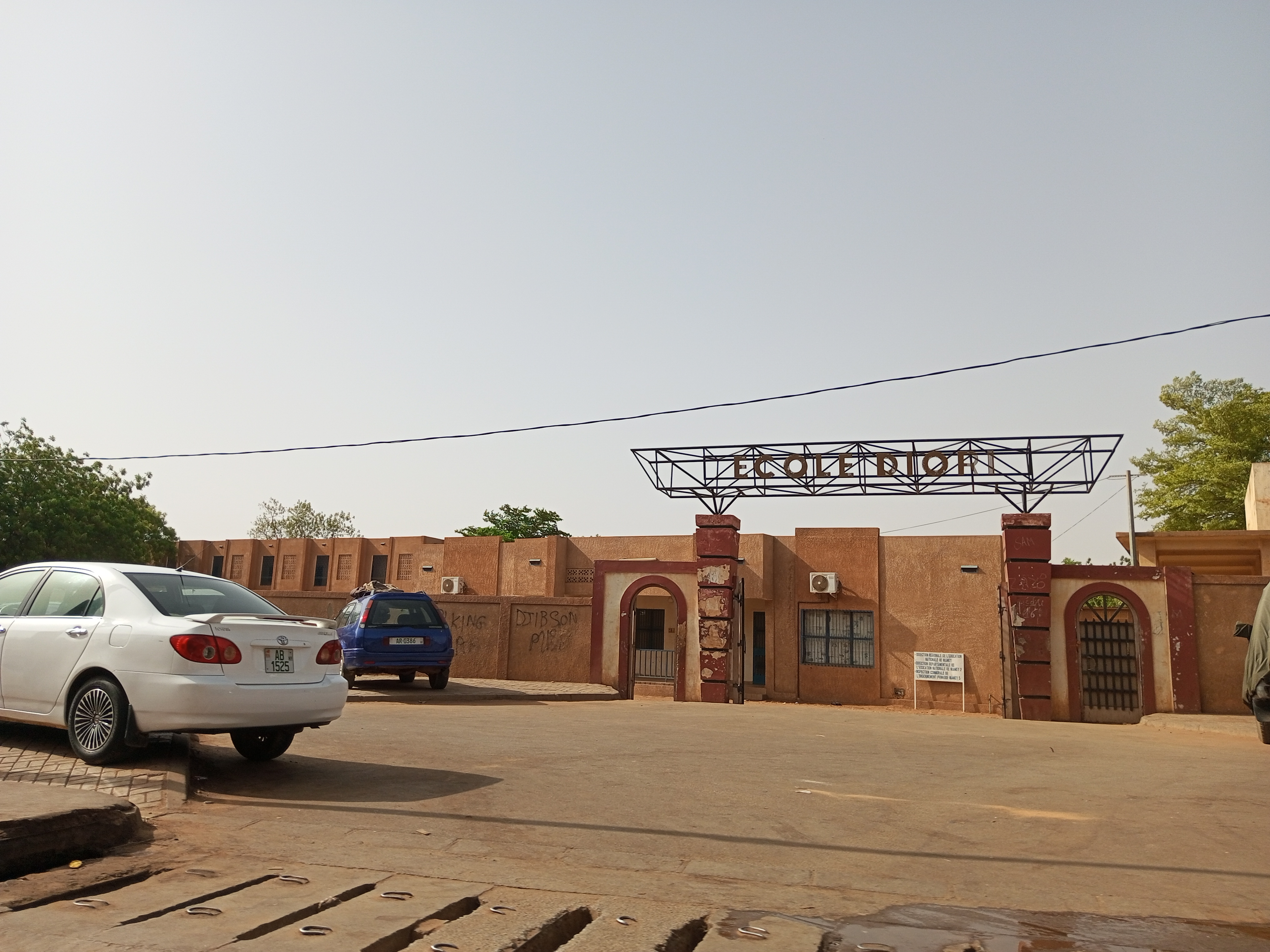
Ecole primaire Diori in Boukoki I (2024)

Im Stadtviertel befindet sich das 2,7 Hektar große Marktgelände des Marché de Boukoki. Der Markt geht auf das Jahr 1959 zurück und ist vor allem für die in Boukoki ansässige Bevölkerung von Bedeutung. Ein Strahlkraft weit über die Stadtgrenzen hinaus hat hingegen der im Süden von Boukoki I liegende, 15,7 Hektar große Marché de Katako, der 1960 gegründet wurde. Südlich des Marché de Katako befinden sich mehrere Bildungseinrichtungen, darunter das Lycée Kassaï und die nach Hamani Diori benannten öffentlichen Grundschulen Ecole primaire Diori I und Ecole primaire Diori II, die 1952 beziehungsweise 1959 gegründet wurden.